# Navet Village (Mayaro-Rio Claro)
Navet Village es una villa de Trinidad y Tobago, que forma parte de la región de Mayaro-Rio Claro.

## Geografía
La villa abarca parte de la isla Trinidad y limita al norte con Cushe-Navet, al sur y oeste con San Pedro y al este con Ecclesville y Río Claro.

## Demografía
Datos demográficos de la villa de Navet Village:
| Gráfica de evolución demográfica de Navet Village entre 2000 y 2011 |
|                                                                     |